# 苗栗文昌祠
苗栗文昌祠是位於臺灣苗栗縣苗栗市的文昌廟，興建於清光緒八年（1882年），完工於光緒十一年（1885年）。在苗栗縣剛創設未建縣衙時，首任知縣林桂芬曾暫借此處辦公，並為英才書院、臺灣日治時期創立的詩社——栗社的活動場地。該建築於民國七十四年（1985年）8月19日公告為臺閩地區三級古蹟，後改為苗栗縣縣定古蹟。

## 沿革
苗栗文昌祠由當地仕紳例貢生林際春等人倡建，聘請地理師王東海選定現址，依照「戍山辰向」方位而建，清光緒八年（1882年）動工，光緒十一年（1885年）落成。
光緒十五年（1889年）苗栗縣設立，由於縣衙未建，首任知縣林桂芬便暫用文昌祠辦公。同年冬天仕紳謝維岳等人倡議在文昌祠倉頡廳創辦英才書院以培養人才，運作六年後，於臺灣日治時期廢止。
日治初期，文昌祠曾被用做憲兵屯駐所、公學校分教場、支廳宿舍，栗社於昭和二年（1927年）成立後，亦在文昌祠活動。昭和十年（1935年）4月21日文昌祠因關刀山大地震毀損，重建時因為經費不足，兩側廂房只重建了右廂房。二次大戰期間，前埕建有三座防空壕，左廂房原址改為市場用地。
二次大戰結束後，右廂房租給商家使用，文昌祠變為兩進兩廊式的建築格局。民國五十八年（1969年）時文昌祠曾進行大規模整修，民國七十二年（1983年）因大木結構油漆剝落而重新油漆。民國七十四年（1985年）8月19日文昌祠被列入臺閩地區三級古蹟，民國八十六年（1997年）整修，民國九十一年（2002年）時完工。

## 建築

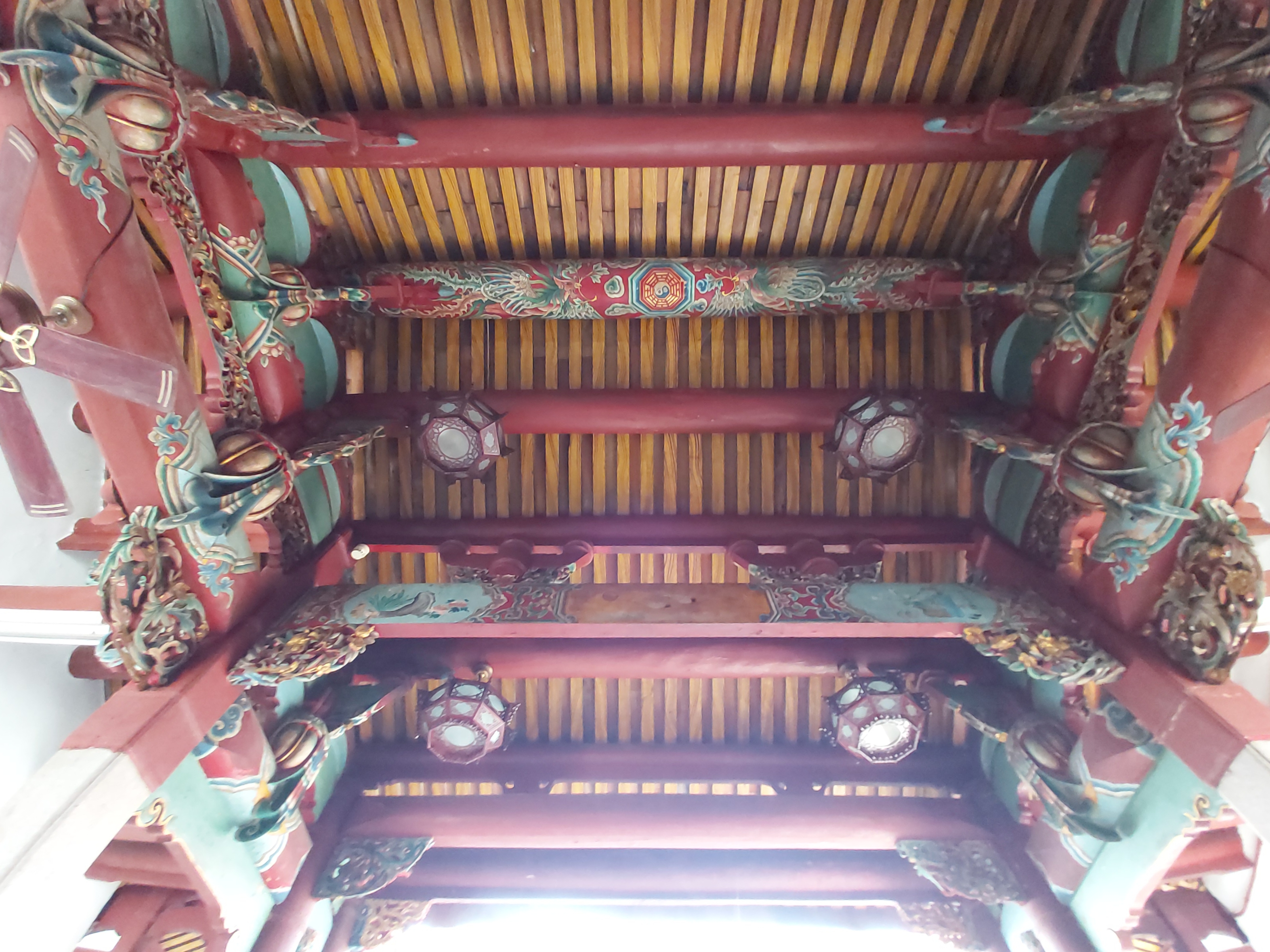
前殿天花板

現今的苗栗文昌祠是面寬三開間的兩進兩廊合院式建築，方位是坐西北朝東南，整體由外而內是由照壁、左右山門、前埕、前殿、中庭、牆廊、拜殿與正殿所組成，前埕左側還設有一座惜字亭。文昌祠最早除了兩進之外還設有左護龍十六間，右護龍為加建，後因為地震等因素而只餘兩進。

## 祀神
- 主神龕：文昌帝君神像、至聖孔子文昌帝君蒼頡聖人三合一神位、大魁星君神像、天聾地啞神像

- 龍邊神龕：蒼頡聖人神位

- 虎邊神龕：昌黎伯韓夫子位